# Condor (Belém)
Condor é um bairro da cidade brasileira de Belém do Pará.
Localizado no Distrito Administrativo do Guamá (DAGUA), o bairro está situado na zona sul de Belém, fazendo limites com os bairros do Jurunas, Batista Campos, Cremação e Guamá , sendo banhado pelo Rio Guamá ao sul. É atualmente um dos bairros mais populosos da capital com pouco mais de 42 mil habitantes, de acordo com o censo 2010. A origem do nome do bairro, é uma homenagem ao Syndicato Condor, uma empresa aérea alemã, que operava um aeroporto onde hoje é a Praça Princesa Isabel, na avenida Bernardo Sayão.

## História

#### Ocupação e atualidade
Em abril de 1936, a Condor chegou a Belém, como uma subsidiária de outra empresa alemã, a Lufthansa, um aeroporto e uma área central e importante para a integração de Belém com o Brasil e o mundo.
Assim como Guamá e Jurunas, o bairro da Condor foi uma área ocupada por ribeirinhos em busca de oportunidades. Mesmo com a chegada da famosa e moderna empresa alemã de hidroaviões, não houve muito desenvolvimento trazido ao entorno. Próximo dali, funcionava outra área de interesse das elites: o Iate Clube do Pará.
É uma área bem mista entre habitações e comércio. Ainda por ser uma área próxima ao rio, a economia se baseia bastante em produtos trazidos pelos ribeirinhos. E na venda de produtos para esse público. Há várias pequenas feiras e comércios no bairro, além de um dos mercados portuários mais tradicionais de Belém, o Porto da Palha.
A Praça Princesa Isabel continuou com um perfil atrelado ao transporte. A praça é um dos principais elos entre o centro de Belém e a região das ilhas, sobretudo a ilha do Combu, queridinha de turistas locais e estrangeiros.

## Vias importantes
- Travessa Padre Eutíquio
- Travessa dos Apinagés
- Travessa dos Tupinambás
- Avenida Roberto Camilier
- Avenida Alcindo Cacela
- Avenida Bernardo Sayão (Antiga Estrada Nova)
- Travessa Quintino Bocaiúva

## Transporte público

###### Linhas de ônibus que atendem o bairro e suas repectivas empresas[5]
| Prefixo | Linha de Ônibus                     | Operadora                  |
| ------- | ----------------------------------- | -------------------------- |
| 113     | Cremação - Estrada Nova             | Viação Guajará             |
| 114     | Cremação - Alcindo Cacela           | Viação Guajará             |
| 229     | Pedreira - Condor                   | Transportes Nova Marambaia |
| 230     | Pedreira - Felipe Patroni           | Transportes Nova Marambaia |
| 306     | UFPa - Pedreira                     | Viação Guajará             |
| 307     | UFPa - Padre Eutíquio               | Viação Guajará             |
| 308     | UFPa - Alcindo Cacela               | Viação Guajará             |
| 309     | UFPa - Ver-o-Peso                   | Viação Guajará             |
| 315     | UFPa - Centro Histórico             | Viação Guajará             |
| 328     | Cipriano Santos - Presidente Vargas | Transportadora Arsenal     |
| 441     | Ceasa - Felipe Patroni              | Transportadora Arsenal     |
| 442     | Ceasa - Ver-o-Peso                  | Transportadora Arsenal     |